# John Kristian Dahl
John Kristian Dahl, né le 27 mars 1981 à Kirkenes, est un fondeur norvégien.

## Carrière
Sa carrière débute en 2001 avec une sélection aux Championnats du monde junior où il termine deuxième du sprint. Il fait ses premiers pas en Coupe du monde plus tard dans la saison à Oslo puis obtient son premier podium en décembre 2003 au sprint classique de Val di Fiemme. En 2009, il remporte sa première épreuve en Coupe du monde, le sprint libre à Davos.
Il a gagné les éditions 2014, 2016 et 2017 de la Vasaloppet, course longue de 90 kilomètres en battant dans le final un ancien sprinteur comme lui Johan Kjølstad.

## Palmarès

### Championnats du monde
- Liberec 2009 : 15e du sprint style libre.

### Coupe du monde
- Meilleur classement final : 16e en 2009.
  - 3e au classement du sprint en 2008.
- 12 podiums : 
  - 3 podiums en épreuve par équipes : une deuxième place et 2 troisièmes places.
  - 9 podiums en épreuve individuelle : 1 victoire, 4 deuxièmes places et 4 troisièmes places.

#### Détail des victoires
| Épreuve / Édition | Sprint | Sprint    | 15 km | 15 km     | Poursuite 2 × 10 km | 30 km | 30 km     | 50 km | Tour de ski ou Finales ou Nordic Opening |
| Épreuve / Édition | libre  | classique | libre | classique | Poursuite 2 × 10 km | libre | classique | 50 km | Tour de ski ou Finales ou Nordic Opening |
| 2009-10           | Davos  |           |       |           |                     |       |           |       |                                          |

- 1 victoire d'étape lors du Nordic Opening en novembre 2010 (sprint classique).